# Ahmed Adly
Ahmed Adly (Il Cairo, 19 febbraio 1987) è uno scacchista egiziano, Grande Maestro, Campione africano assoluto nel 2005, 2011 , 2019 e 2021.
Maestro Internazionale nel 2001, nel 2005 divenne all'età di 18 anni il primo Grande maestro egiziano, ed il più giovane del continente africano.
Ha raggiunto il suo miglior punteggio Elo nella lista FIDE del gennaio 2011 con 2640 punti, che lo ha avvicinato al centesimo posto nella graduatoria mondiale e piazzato al primo posto in Africa.

## Principali risultati
- 2001  vince il campionato africano under-20
- 2004  3º al campionato del mondo under-18 – Partecipa al Campionato del mondo FIDE di Tripoli, ma perde al primo turno dopo gli spareggi rapid con Sergej Rublëvskij
- 2005  vince il campionato arabo juniores (under-20) africano – Partecipa alla Coppa del mondo 2005, ma viene eliminato al primo turno da Ruslan Ponomarëv (0,5-1,5) – Vince a Lusaka il Campionato Africano Individuale
- 2006  pari primo all'open di Reykjavík con Sargsyan, Məmmədyarov, Harikrishna e Nataf[2] (oltre 30 GM tra cui Magnus Carlsen)
- 2007  vince a Erevan il campionato del mondo juniores (under-20), davanti a 14 Grandi Maestri e 22 Maestri Internazionali; vince il "Balteco Open" del Bahrein
- 2008  vince il 14º Festival Internazionale di Verona
- 2009  in luglio vince il campionato egiziano; in settembre vince a Fiume i Giochi del Mediterraneo con 8,5/9.
- 2011  in giugno vince a Maputo il Campionato Africano Individuale.
- 2019  in luglio vince ad Hammamet, per la terza volta, il Campionato Africano Individuale.
- 2021  in febbraio vince l'evento blitz online con 1600 partecipanti denominato "Campionato individuale arabo-africano online".[3] In maggio vince a Lilongwe, per la quarta volta, il Campionato Africano Individuale.